# 祭田絵理
祭田 絵理（さいた えり、12月9日 - ）は、日本の女性声優、ナレーター。以前はオフィスもり、アプトプロ、パワー・ライズ、VOICEプロ アルカンシェルに所属していた。東京都出身。血液型はA型。

## 出演作品

### テレビアニメ
- 暁のヨナ（老婆）
- School Days（森来実）

### OVA
- 学校の幽霊（恵）
- School Days OVAスペシャル 〜マジカルハート☆こころちゃん〜（森来実）
- ファーブル昆虫記 むしムシまめちしき（パタちゃん）
- ココロ屋（はるな、カエル）

### ゲーム
- No Straight Roads（ユイヌ）
- EARTH DEFENSE FORCE: INSECT ARMAGEDDON（オプス）
  - EARTH DEFENSE FORCE: IRON RAIN（PAギアOS）
- インペリアルフォース 2 〜Cosmic Interceptor〜
- School Days L×H（森来実）
- SIMPLEシリーズ
  - THE 特撮変身ヒーロー（ヒステリン王女）
  - THE ネコ村の人々 〜パグ代官の悪行三昧〜
  - THE ミニ美女刑事（陳刑事）
  - THE カード（レンファ）
  - THE ガンシューティング2（エリシア）
- 悠久ノ桜（佐藤由加）
- 翡翠の雫 緋色の欠片2 シリーズ（加奈）
  - 翡翠の雫 緋色の欠片2
  - 真・翡翠の雫 緋色の欠片2
  - 真・翡翠の雫 緋色の欠片2 ポータブル
- ファンタジーナイト2（アルタニス、メルフィ[2]）
- 23/7 トゥエンティスリーセブン（カルメン）
- 結城友奈は勇者である 花結いのきらめき（防人5番、九官鳥）
- モンスターストライク（銀ペン組、ぺんぺんファイターズ）

### ドラマCD
- 楠芽吹は勇者である（防人５番）
- FLESH＆BLOOD 16（モリー）

### パチンコ・パチスロ
- 真田純勇士すぺしゃる（筧十蔵）
- CRぱちんこ真田純勇士 ゔぃくとり〜（筧十蔵[3]）
- ロリクラ☆ほーるど！（あこ）

### 吹き替え

#### 映画
- Cloverfield（レイ）機内版
- テラビシアにかける橋（ブレンダ）
- 必殺処刑人
- プテロドン 零式戦闘機 vs 翼竜軍団（ヴィッキー）
- ベルベット・スパイダー（ペニー）
- 40cmの童貞男（ウェンディ）
- clown town（ママ、メーガン子供、TVニュース）
- ブレイクダウン（アンナ、ドルジフ、TVアナウンサー）
- 最強ゾンビ・ハンター（デビー〈ジェイド・リギア〉）

#### ドラマ
- カエルになった王子様（女性社員 他）
- グッドラック・チャーリー（アリス）
- シークレット・アイドル ハンナ・モンタナ（オリビア）
- スイート・ライフ オン・クルーズ（ジーナ）
- とび蹴り アチョ〜ズ!（キャリー）
- ブログ犬 スタン
- ブロッサム
- めっちゃ ソー・ランダム（ブリジット）
- ヤング・スーパーマン シーズン8（女性同僚 他）
- ヤング・スーパーマン シーズン9（ドレッド）

#### アニメ
- ポータウンの仲間たち シーズン1（ジョー、ショーポー市長、他）
- アベンジャーズ・アッセンブル シーズン2（スーパー・ジャイアント、他）
- ガーディアンズ・オブ・ギャラクシー（スーパー・ジャイアント）
- ボージャック・ホースマン シーズン3 （批評家、ロバの子供、他）
- アバター伝説の少年アン　火の巻
- プラウドファミリー（ゾーイ[4]）

### ナレーション
- MタメBANG!「古家番長の韓国旅 シーズン２」（Mnet）
- 大相撲ダイジェスト「きょうのちゃんこ」（AbemaTV）
- インターレックス製品発表会OPムービー「highclick.jp」
- ラジオCM　レオパレス「早得篇」「マイDIY編」
- ラジオCM　大鵬薬品（TBS）
- 企業CM 藤和不動産 アニメ「P-CanTOWN」（ラムちゃん）
- 企業VP 清水建設
- 企業VP 日本マンパワー
- 教育ソフトE-Learning（日経BP社/外務省）
- 無学年式オンライン教材「すらら」小学校高学年地理　恐竜のアトラス
- 「ラブレター」「サウンドボイジャー」シリーズ全8巻（かつしかFM）

### ボイスオーバー
- パーフェクトスイーツ（ジェニファー・バークス）
- ロストエビデンス #11（シュタンゲ）

### 歌
- TV高知「スーパーフリークス」CMソング
- 真田純勇士すぺしゃる「乙女ちっくDEもぉ～ど」「雷神'g Girl!」（筧十蔵）